# Brooks (Oregón)
Brooks es un lugar designado por el censo ubicado en el condado de Marion en el estado estadounidense de Oregón. En el año 2000 tenía una población de 410 habitantes y una densidad poblacional de 311 personas por km².

## Geografía
Brooks se encuentra ubicado en las coordenadas 45°3′3″N 122°57′18″O / 45.05083, -122.95500.

## Demografía
Según la Oficina del Censo en 2000 los ingresos medios por hogar en la localidad eran de $25,938 y los ingresos medios por familia eran $26,318. Los hombres tenían unos ingresos medios de $27,375 frente a los $18,750 para las mujeres. La renta per cápita para la localidad era de $12,008. Alrededor del 10.4% de la población estaban por debajo del umbral de pobreza.